# Fontanars dels Alforins
Fontanars dels Alforins – gmina w Hiszpanii, w prowincji Walencja, we wspólnocie autonomicznej Walencja, o powierzchni 74,69 km². W 2011 roku liczyła 1020 mieszkańców.